# Wootz (Lenzerwische)
Wootz ist ein bewohnter Gemeindeteil der Gemeinde Lenzerwische des Amtes Lenzen-Elbtalaue im Landkreis Prignitz in Brandenburg.

## Geografie
Der Ort liegt acht Kilometer westsüdwestlich von Lenzen (Elbe), dem Sitz des Amtes Lenzen-Elbtalaue, und 34 Kilometer westlich von Perleberg, dem Sitz des Landkreises Prignitz. Auf der Gemarkung Wootz befindet sich zudem der Wohnplatz Klein Wootz.
Nachbarorte sind Polz im Norden, Breetz, Seedorf und Mödlich im Nordosten, Vietze im Osten, Meetschow im Südosten, Gorleben im Süden, Pölitz im Südwesten, Kietz im Westen, sowie Rosensdorf im Nordwesten.

## Geschichte
Wootz entstand im Jahr 1939 durch den Zusammenschluss der zuvor selbstständigen Gemeinden Groß Wootz, Klein Wootz und Rosensdorf. Im Dorf gab es zu dieser Zeit 15 land- und forstwirtschaftliche Betriebe mit einer Fläche zwischen 20 und 100 Hektar (ha). Weitere vier Betriebe waren zwischen 10 und 20 ha groß, elf Betriebe zwischen 5 und 10 ha sowie 19 zwischen 0,5 und 5 ha. Es gab insgesamt 138 Berufszugehörige; 69 arbeiten in Industrie und Handel sowie 137 in Handel und Verkehr.
Nach dem Zweiten Weltkrieg wurden 144,62 ha enteignet und aufgeteilt: 12 Neubauern erhielten 3,98 ha, zehn Neubauern 30,17 ha, vier 27,05 ha und 2 insgesamt 24,61 ha. Weitere 54,94 ha gingen an 16 Altbauern, der Rest an die Gemeinde. Im Jahr 1953 gründete sich eine LPG Typ I Geschwister Scholl mit 12 Mitgliedern und 28,15 ha Fläche. Im Jahr 1960 bestand eine LPG Typ III mit 19 Mitgliedern und 302,63 ha Fläche, drei LPG Typ I Freundschaft, Zur Eiche und Rosendorf mit 39 Mitgliedern und 368,69 ha Fläche. Alle drei vereinigten sich im Folgejahr zur LPG Typ I Einheit. Wootz bestand 1957 als Gemeinde mit dem Wohnplatz Lenzerwische. Im Jahr 1970 erfolgte der Zusammenschluss der LPG Geschwister Scholl und der LPG Einheit in Wootz mit den LPG Karl Liebknacht in Kietz, Unterwische in Gaarz-Besandten und Helmut Just in Mödlich zur LPG Lenzener Wische in Kietz. Die Gemeinde Kietz/Elbe wurde 1972 in die Gemeinde Wootz eingegliedert; ein Jahr später auch die Gemeinde Mödlich. Wootz bestand im Jahr 1985 mit den Ortsteilen Kietz und Mödlich. Im Jahr 1995 bestand im Ort die Lenzener Wische Rinderzucht GmbH mit dem Betriebsteil Wootz.
Seit dem 26. Oktober 2003 ist Wootz ein bewohnter Gemeindeteil und zugleich Sitz der Gemeinde Lenzerwische.

## Kultur und Sehenswürdigkeiten

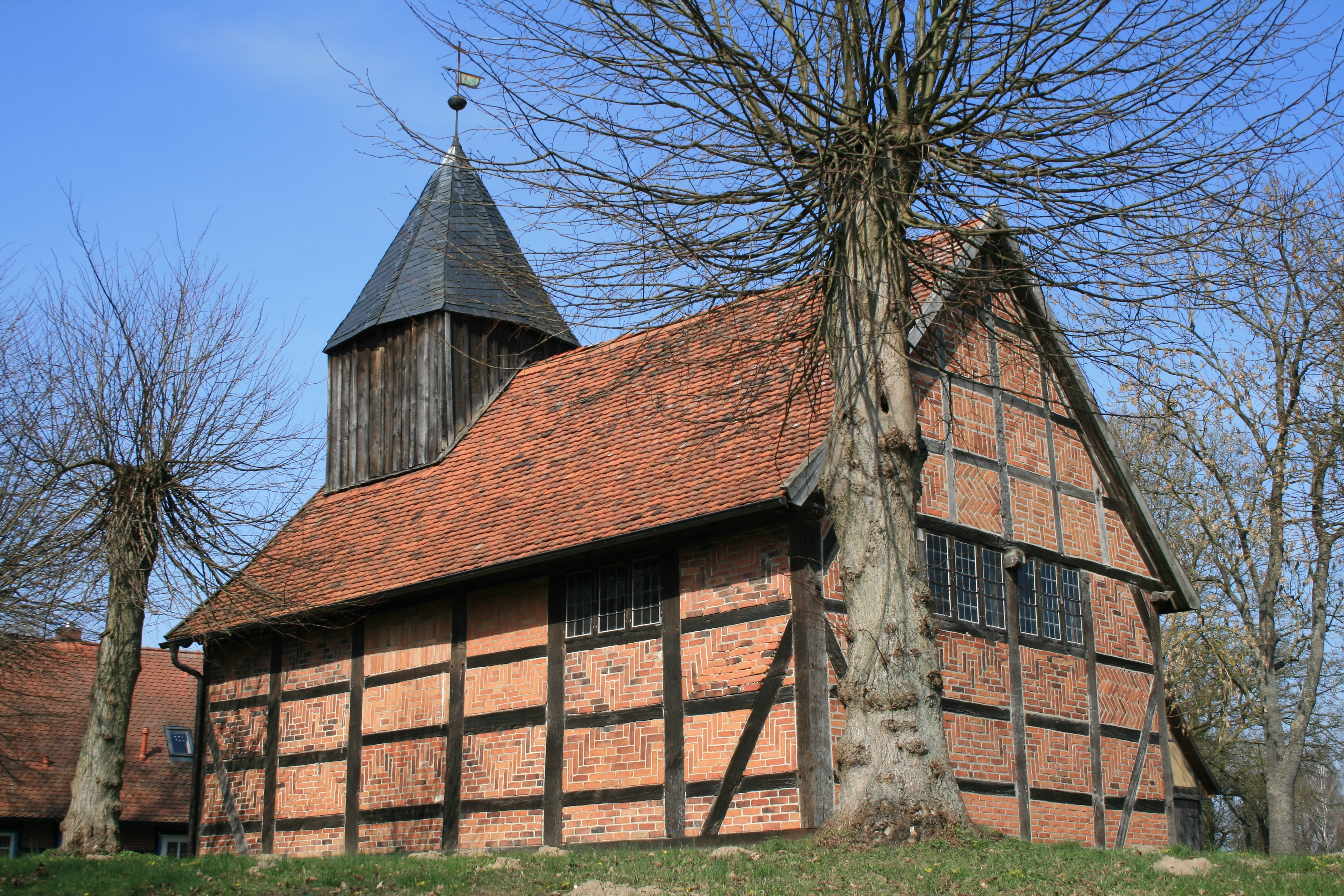
Dorfkirche Wootz – Südostansicht

- Die Dorfkirche Wootz ist eine Fachwerkkirche aus dem Anfang des 17. Jahrhunderts. Im Innenraum steht unter anderem ein spätgotischer Schnitzaltar.